# Filipe Gomes Ribeiro
Filipe Gomes Ribeiro (Rio de Janeiro, 28 maggio 1987) è un ex calciatore brasiliano, di ruolo centrocampista.

## Carriera

### Club
Cresciuto in patria nel vivaio del Vasco da Gama, qui si mette in mostra positivamente venendo notato nel 2005 da Pantaleo Corvino, dirigente della Fiorentina; viene quindi tesserato dai viola, con i quali gioca nel settore giovanile senza tuttavia riuscire a debuttare in prima squadra a causa di tre infortuni in sequenza che rischiano di precluderne l'attività. Nel 2008 rescinde quindi il contratto con la società gigliata e, chiamato dal dirigente giallorosso Bruno Conti, comincia un periodo di prova con la Roma; dopo qualche settimana, il club capitolino decide di tesserarlo. Esordisce in Serie A il 21 febbraio 2009, entrando nella ripresa di Roma-Siena (1-0), mentre gioca la sua prima partita da titolare il 21 marzo in Roma-Juventus (1-4).
Il 7 luglio seguente, rimasto svincolato, passa al Siena. Nell'agosto del 2010 viene ceduto in prestito al Como, formazione militante in Prima Divisione. Rientrato in Toscana al termine della stagione, viene poi girato al Varese, che lo acquisisce sempre in prestito nell'ambito del passaggio di Paolo Grossi al club senese. Il prestito in Lombardia viene prolungato poi alla stagione 2012-2013; nel febbraio del 2013 realizza la prima rete con la maglia varesina, durante il match contro il Modena vinto 2-0.
Il 10 agosto 2013, dopo aver rescisso il suo contratto con il Siena, viene acquistato dal Perugia, in Prima Divisione. In Umbria vince il campionato, conquistando con i grifoni l'approdo in Serie B nonché, a fine torneo, la Supercoppa di Prima Divisione. Dopo aver iniziato la nuova stagione con il club perugino, il 1º settembre 2014 si trasferisce in prestito al Lecce, in Lega Pro. Nella stagione 2015-2016 torna in Umbria dove, tuttavia, stavolta non riesce a trovare spazio nell'undici titolare, sicché nel mercato di gennaio passa in prestito agli albanesi del Partizani Tirana, in Kategoria Superiore. Il 3 luglio 2016 viene acquistato a titolo definitivo dal Padova. Il 30 dicembre annuncia il suo ritorno in patria, per motivi familiari, col passaggio al Boavista-RJ, squadra di Rio de Janeiro.

## Statistiche

### Presenze e reti nei club
| Stagione        | Squadra          | Campionato      | Campionato | Campionato | Coppe nazionali | Coppe nazionali | Coppe nazionali | Coppe continentali | Coppe continentali | Coppe continentali | Altre coppe | Altre coppe | Altre coppe | Totale | Totale |
| Stagione        | Squadra          | Comp            | Pres       | Reti       | Comp            | Pres            | Reti            | Comp               | Pres               | Reti               | Comp        | Pres        | Reti        | Pres   | Reti   |
| --------------- | ---------------- | --------------- | ---------- | ---------- | --------------- | --------------- | --------------- | ------------------ | ------------------ | ------------------ | ----------- | ----------- | ----------- | ------ | ------ |
| 2008-2009       | Roma             | A               | 4          | 0          | CI              | 0               | 0               | UCL                | 0                  | 0                  | SI          | 0           | 0           | 4      | 0      |
| 2009-2010       | Siena            | A               | 0          | 0          | CI              | 0               | 0               | -                  | -                  | -                  | -           | -           | -           | 0      | 0      |
| 2010-2011       | Como             | 1D              | 26         | 2          | CI-LP           | 0               | 0               | -                  | -                  | -                  | -           | -           | -           | 26     | 2      |
| 2011-2012       | Varese           | B               | 14         | 0          | CI              | 1               | 0               | -                  | -                  | -                  | -           | -           | -           | 15     | 0      |
| 2012-2013       | Varese           | B               | 30         | 1          | CI              | 1               | 0               | -                  | -                  | -                  | -           | -           | -           | 31     | 1      |
| Totale Varese   | Totale Varese    | Totale Varese   | 44         | 1          |                 | 2               | 0               |                    | -                  | -                  |             | -           | -           | 46     | 1      |
| 2013-2014       | Perugia          | 1D              | 12         | 1          | CI+CI-LP        | 0+1             | 0+1             | -                  | -                  | -                  | SdL-1D      | 2           | 1           | 15     | 3      |
| 2014-2015       | Lecce            | LP              | 21         | 0          | CI+CI-LP        | 0+1             | 0               | -                  | -                  | -                  | -           | -           | -           | 22     | 0      |
| 2015-gen. 2016  | Perugia          | B               | 0          | 0          | CI              | 1               | 0               | -                  | -                  | -                  | -           | -           | -           | 1      | 0      |
| Totale Perugia  | Totale Perugia   | Totale Perugia  | 12         | 1          |                 | 2               | 1               |                    | -                  | -                  |             | 2           | 1           | 16     | 3      |
| gen.-giu. 2016  | Partizani Tirana | KS              | 15         | 0          | CA              | 2               | 0               | -                  | -                  | -                  | -           | -           | -           | 17     | 0      |
| 2016-2017       | Padova           | LP              | 10         | 0          | CI+CI-LP        | 1+1             | 0               | -                  | -                  | -                  | -           | -           | -           | 12     | 0      |
| Totale carriera | Totale carriera  | Totale carriera | 132        | 4          |                 | 9               | 1               |                    | -                  | -                  |             | 2           | 1           | 143    | 6      |

## Palmarès
- Lega Pro Prima Divisione: 1

Perugia: 2013-2014 (girone B)
- Supercoppa di Lega di Prima Divisione: 1

Perugia: 2014